# Dustin Diamond

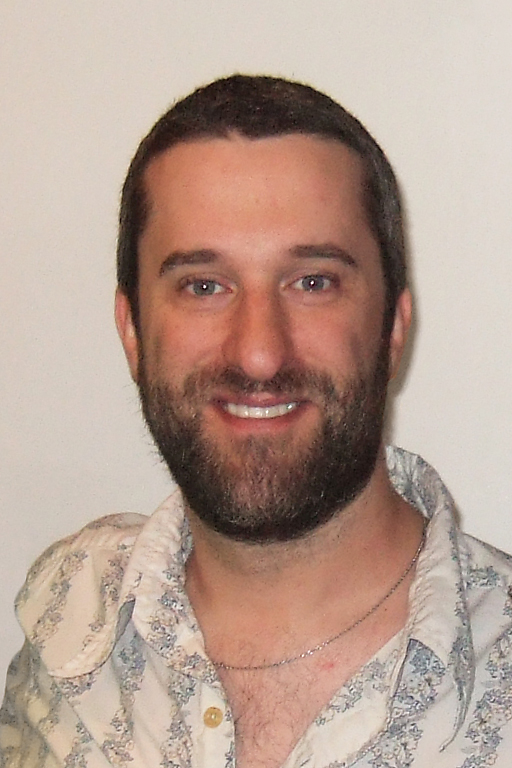
Dustin Diamond (2012)

Dustin Diamond (* 7. Januar 1977 in San José, Kalifornien; † 1. Februar 2021 in Cape Coral, Florida) war ein US-amerikanischer Schauspieler.

## Leben
Diamond besuchte die Zion Lutheran School im kalifornischen Anaheim, seine Eltern arbeiteten in der Computerindustrie. 1987 stand er für einen Kurzfilm erstmals vor der Kamera. 1988 gewann der damals Elfjährige ein Casting für die Disney-Fernsehserie Good Morning, Miss Bliss, in der er seine erste größere Fernsehrolle hatte. Von der Serie liefen insgesamt 13 Folgen.
Seine größte Bekanntheit erreichte Diamond durch die Rolle des geekigen Schülers Samuel "Screech" Powers, die er zunächst von 1989 bis 1992 in der sehr populären Highschool-Serie California High School (Originaltitel Saved by the Bell) verkörperte. Er war dabei rund drei bis vier Jahre jünger als seine Co-Hauptdarsteller, die in der Serie gleichaltrige Figuren spielten. Auch an der Nachfolgeserie California College (Originaltitel Saved by the Bell: The College Years), die das Studentenleben der Figuren abhandelte, wirkte er ab 1993 mit. Diese Serie wurde aber nach nur 19 Folgen eingestellt. Inzwischen hatte die Originalserie eine Fortsetzung unter dem Namen California Highschool 2 (Originaltitel Saved by the Bell: The New Class) mit einer neuen Generation Schülern erhalten. Auch Diamond stieg mit seiner Figur Screech 1994 in diese Serie ein, dieses Mal war seine Figur aber nicht mehr ein Schüler, sondern Assistent des Schulleiters. Er verblieb sechs Jahre in California Highschool 2, bis auch diese Serie 2000 endete.
In den 2000er-Jahren, nach dem Ende aller Saved-By-the-Bell-Produktionen, gelangte Diamond kaum noch an lohnenswerte Rollen. Er selbst machte die starke Identifikation seiner Person mit der Rolle des Screech dafür verantwortlich, dass Hollywood ihm kaum andere Rollen geben wollte. Im Verlaufe der 2000er- und 2010er-Jahre spielte er hauptsächlich in Low-Budget-Filmen sowie gelegentlich als Gastdarsteller in Fernsehserien. Daneben versuchte er sich mehrmals als Wrestler, trat als Stand-up-Comedian auf und machte einige Auftritte im Reality-TV.
Diamond geriet mehrmals negativ in die Schlagzeilen, etwa durch eine Zwangsversteigerung seines Hauses sowie mehrere Kurzzeit-Inhaftierungen wegen unter anderem Waffenvergehen und öffentlicher Ruhestörungen. 2006 veröffentlichte er ein Sextape, das er knapp ein Jahrzehnt später als größten Fehler seines Lebens bezeichnete. 2009 veröffentlichte er ein autobiografisches Buch mit dem Titel Behind the Bell. Dieses erregte vor allem durch Lästereien an seinen Mitdarstellern einige Aufmerksamkeit; Diamond selbst distanzierte sich später zum Teil von den Inhalten und verwies auf einen Ghostwriter. 2016 wurde er nach einer Kneipenschlägerei zu vier Monaten Haft verurteilt.
Diamond, der kein Raucher war, starb im Februar 2021 im Alter von 44 Jahren an Lungenkrebs. Er hatte die Diagnose nur rund drei Wochen zuvor erhalten.

## Filmografie (Auswahl)
- 1987: The Price of Life (Kurzfilm)
- 1988: Manege frei für Pee Wee (Big Top Pee-wee)
- 1988: Purple People Eater – Der kleine Lila Menschenfresser (Purple People Eater)
- 1988–1989: Good Morning, Miss Bliss (Fernsehserie, 13 Folgen)
- 1989: Hände weg von meiner Tochter (She’s Out of Control)
- 1989, 1990: Wunderbare Jahre (The Wonder Years, Fernsehserie, 2 Folgen)
- 1989–1992: California High School (Saved by the Bell, Fernsehserie, 86 Folgen)
- 1990: Familie Munster (The Munsters Today, Fernsehserie, Folge 3x09)
- 1992: Raumschiff Enterprise – Das nächste Jahrhundert (Star Trek: The Next Generation, Fernsehserie, Folge 5x20)
- 1992: California Highschool – Heiße Ferien und Intrigen (Saved by the Bell: Hawaiian Style, Fernsehfilm)
- 1993–1994: California College (Saved by the Bell: The College Years, Fernsehserie, 19 Folgen)
- 1994: California College – Hochzeit in Las Vegas (Saved by the Bell: Wedding in Las Vegas, Fernsehfilm)
- 1994–2000: California Highschool 2 (Saved by the Bell: The New Class, Fernsehserie, 130 Folgen)
- 1995: Attack of the Killer B-Movies (Fernsehfilm)
- 2001: Longshot – Ein gewagtes Spiel (Longshot)
- 2002: Lügen haben kurze Beine (Big Fat Liar)
- 2003: Pauly Shore is Dead
- 2003: Dickie Roberts: Kinderstar (Dickie Roberts: Former Child Star)
- 2005: 13th Grade
- 2008: Robot Chicken (Fernsehserie, Folge 3x16, Stimme)
- 2009: American Pie präsentiert: Das Buch der Liebe (American Pie Presents: The Book of Love)
- 2010: Tetherball: The Movie
- 2010: Minor League: A Football Story
- 2012: Little Creeps
- 2014: Hamlet A.D.D.
- 2014: Scavenger Killers
- 2015: A Dog for Christmas
- 2017: Your Pretty Face Is Going to Hell (Fernsehserie, Folge 3x11)
- 2020: Catching Up (Kurzfilm)